# Jodel

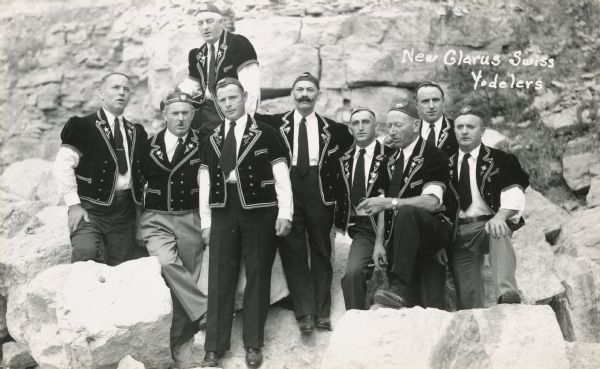
Cantanti di yodel nel tradizionale abbigliamento svizzero. (1922).

Lo jodel o yodel è un canto tipico dell'area germanofona alpina, che trova in Franzl Lang il suo miglior interprete ad oggi conosciuto.

## Origini
Da secoli veniva utilizzato nella Svizzera centrale per richiamare il bestiame o per una richiesta di soccorso. Il termine "Jodel", in riferimento ai cantanti, fu utilizzato per la prima volta nel 1796 da Emanuel Schikaneder.
Con la nascita di club e di associazioni dal 1830 furono composti canti jodel a più voci per cori.

## Caratteristiche
Lo jodel si caratterizza per il passaggio improvviso dalla normale emissione della voce al falsetto, attraverso salti di sesta, settima, ottava in una successione di combinazioni di vocali e di consonanti prive di significato (per esempio jol-hol-à-hi-hu).
In Svizzera esistono due tipi di jodel: quello naturale, tramandato per via orale, e quello polifonico. In quest'ultimo c'è la presenza di un coro a più voci accompagnato da campanacci e da una moneta fatta ruotare in un piatto di terracotta. Lo jodel tirolese è invece cantato, ovvero è spesso inserito come ritornello all'interno di canzoni popolari. In seguito, tramite cantanti girovaghi, si è diffuso anche in Svizzera.
Anche se il mondo occidentale conosce solo lo jodel della regione alpina, in realtà in tutte le zone montagnose e isolate del pianeta si fa uso di questa tecnica per far fronte alle lunghe distanze sfruttando proprio la bitonalità dei suoni emessi maggiormente percepibile all'orecchio.
Altre forme di jodel sono presenti negli Stati Uniti (con i Country yodel), in Caucaso, Melanesia, Cina, Cambogia, Lapponia, Svezia, Romania e nelle aree abitate da pigmei ed inuit.

## Riferimenti nella cultura di massa
Fabrizio De André ha inserito uno jodel tirolese alla fine della canzone Ottocento, contenuta nell'album Le nuvole (1990).
Caparezza, nella canzone Jodellavitanonhocapitouncazzo (2004), utilizza un pezzo dello yodel Aus Freude am Leben cantata da Franzl Lang nel ritornello.
Ilinca e Alex Florea, dalla Romania, partecipano all'Eurovision Song Contest 2017 cantando Yodel It!, che si distingue per la presenza dello yodel nel ritornello.
Nel film d'animazione Mucche alla riscossa (2004), il 45° classico Disney, l'antagonista Alameda Slim utilizza lo yodel per fare piazza pulita del bestiame altrui.